# 古罗维奇·约瑟夫
古罗维奇·约瑟夫（匈牙利語：Gurovits József，1928年11月23日—2021年3月3日），匈牙利男子皮划艇运动员。他曾代表匈牙利参加1952年夏季奥林匹克运动会皮划艇比赛，获得男子双人皮艇10000米铜牌。